# Topčichinskij rajon
Il Topčichinskij rajon (in russo Топчихинский район?) è un rajon del kraj dell'Altaj, nella Russia asiatica.